# Béta-glükán
A béta-glükán számos egészségügyi előnnyel bíró természetes szénhidrát. A gombákban és néhány növényi alapú élelmiszerben található meg, például a búzában és a zabban. A kutatások azt mutatják, hogy a béta-glükán segíthet a szív- és érrendszeri betegségek megelőzésében, továbbá serkentheti az immunrendszer működését.

## A béta-glükán szív- és érrendszeri előnyei
A kutatások azt mutatják, hogy a béta-glükán csökkentheti a koleszterinszintet és csökkentheti a vérrögök képződésének kockázatát. Emellett segíthet a vérnyomás szabályozásában és javíthatja az érfalak egészségét. Ezen kívül a beta-glukán növelheti az érfalak rugalmasságát, ami csökkentheti a szív- és érrendszeri betegségek kockázatát.

## A béta-glükán immunrendszerre gyakorolt hatása
A béta-glükán hatására az immunrendszer erősebbé válik, mivel serkenti a fehérvérsejtek termelődését és aktivitását. Emellett segíthet csökkenteni a gyulladásokat, és javíthatja a szervezet védekezőképességét a betegségekkel szemben.

## A béta-glükán bevitele
A béta-glükán bevitelére többféle lehetőség is létezik. Először is, a gombákban és néhány növényi alapú élelmiszerben található meg, így ezek fogyasztása segíthet a szükséges mennyiség bevitelében. Másodszor, külön béta-glükán-kiegészítők is beszerezhetőek, amelyek koncentrált formában tartalmazzák.

## Túladagolás tünetei
A túladagolás tünetei a következők lehetnek:
- Hasi fájdalom
- Hányinger és hányás
- Emésztési zavarok
- Fokozott gázképződés
- Hasmenés
- Székrekedés